# Radiowe Centrum Kultury Ludowej
Radiowe Centrum Kultury Ludowej – jednostka organizacyjna Polskiego Radia istniejąca od 1994 roku.

## Historia
Radiowe Centrum Kultury Ludowej powstało w 1994 roku, a jego główną rolą są działania na rzecz ochrony, popularyzacji i dokumentacji kultury tradycyjnej, promowanie nowych, powstających obecnie zjawisk oraz informowanie o wydarzeniach z dziedziny szeroko pojętej kultury ludowej polskiej i świata. Autorzy i uczestnicy Radiowego Centrum Kultury Ludowej nadają cykliczne audycje, takie jak: „Źródła – magazyn kultury ludowej” czy „Kiermasz pod kogutkiem”, gdzie są prezentowane etnograficzne reportaże, nagrania wiejskich muzyków oraz publicystyka antropologiczna. Centrum przygotowuje cykliczne audycje radiowe na antenie Pierwszego i Drugiego Programu PR oraz Polskiego Radia Dzieciom, cykl płytowy Muzyka Źródeł, a także coroczny Festiwal Folkowy Polskiego Radia „Nowa Tradycja”. 
Dziennikarze związani z centrum zorganizowali wyprawy etnograficzne (Litwa, Kazachstan, Bukowina w Rumunii, Brazylia, Argentyna).

## Personel
Radiowe Centrum Kultury Ludowej tworzyli i tworzą następujący dziennikarze:
- Maria Baliszewska[5]
- Donata Bogusz[potrzebny przypis]
- Anna Borucka-Szotkowska[5]
- Kuba Borysiak[5]
- Mateusz Dobrowolski[5]
- Piotr Dorosz[5]
- Małgorzata Jędruch[potrzebny przypis]
- Piotr Kędziorek[5]
- Włodzimierz Kleszcz[5]
- Mariana Kril[5]
- Wojciech Ossowski[5]
- Adam Strug[5]
- Elżbieta Strzelecka[potrzebny przypis]
- Iwona Styka[5]
- Hanna Szczęśniak[5]
- Anna Szewczuk-Czech[5]
- Grzegorz Śledź[5]
- Magdalena Tejchma[5]
- Aleksandra Tykarska[5]
- Patrycja Zisch[5]
- Monika Gigier[5]
- Aleksandra Faryńska[5]
- Andrzej Bieńkowski
- Krzysztof Dziuba[5]
- Olga Pawińska[5]